# Chiyoda Corporation
Chiyoda Corporation (千代田化工建設株式会社 Chiyoda Kakō Kensetsu Kabushiki-kaisha?) é uma companhia industrial japonesa, sediado em Chiyoda, Tóquio.

## História
A companhia foi estabelecida em 1948, como parte Mitsubishi Oil.